# 전자 비즈니스
전자 비즈니스(electronic business)는 기업에서 주요한 비즈니스 프로세스들을 수행하려고 인터넷과 디지털 기술을 이용하는 것을 의미한다. 전자 비즈니스는 기업내부관리 및 공급업체나 협력업체와의 협력을 위한 활동들과 전자상거래를 포함한다.
기업들은 e비즈니스로 환경이 바뀌면서 조직 내에 많은 변화를 겪고 있다. 많은 기업들은 일련의 비즈니스 프로세스 리엔지니어링, ERP, 시스템의 설치와 업그레이드, Y2K문제를 발생시킨 레거시 시스템의 업그레이드, 서비스 센터 창설, JIT 제조방식의 시행 그리고, 유로화 도입과 관련된 문제들을 한 번 이상 겪었다. 새로운 e비즈니스 전략과 애플리케이션의 구현은, 조직상의 변화를 가져온 가장 최근의 요인이다.

## 같이 보기
- 닷컴 기업